# Monkpa
Monkpa è un arrondissement del Benin situato nella città di Savalou (dipartimento delle Colline) con 3.331 abitanti (dato 2006).